# Lina Eckenstein
Lina Eckenstein (1857 – 1931) è stata una scrittrice canadese residente nel Regno Unito, fu ricercatrice a Cambridge con l'archeologo Flinders Petrie.
Femminista ante litteram, divenne nota per i suoi studi sulla condizione della donna nel medioevo. La sua opera più importante, Woman under Monasticism (La donna sotto il monachesimo), che tratta la storia del monachesimo femminile dal 500 al 1500, fu scritta nel 1826 e ripubblicata nel 1963.

## Opere principali
- History of the Sinai
- Spell of Words
- Woman under Monasticism
- Through the Casentino

## Studi apparsi in rivista
- The Guidi and their relations with Florence, in English Historical Review, 14, 1899, p.235